# Druivenkoers 2022
La Druivenkoers 2022, sessantaduesima edizione della corsa e valida come prova dell'UCI Europe Tour 2022 categoria 1.1, si è svolta il 24 agosto 2022 su un percorso di 192 km, con partenza e arrivo a Overijse, in Belgio. La vittoria è andata al francese Matis Louvel, il quale ha completato il percorso in 4h24'38", alla media di 43,532 km/h, precedendo il connazionale Arnaud Démare e il belga Dries Van Gestel.
Sul traguardo di Overijse 94 ciclisti, dei 134 partiti dalla medesima località, hanno portato a termine la competizione.

## Squadre e corridori partecipanti
| N.    | Cod. | Squadra                     |
| ----- | ---- | --------------------------- |
| 1-7   | QST  | Quick-Step Alpha Vinyl Team |
| 11-17 | IWG  | Intermarché-Wanty-Gobert    |
| 21-27 | COF  | Cofidis                     |
| 31-37 | GFC  | Groupama-FDJ                |
| 41-47 | IPT  | Israel-Premier Tech         |
| 51-57 | LTS  | Lotto Soudal                |
| 61-67 | BEX  | Team BikeExchange-Jayco     |
| 71-77 | ADC  | Alpecin-Deceuninck          |
| 81-87 | BWB  | Bingoal Pauwels Sauces WB   |
| 91-97 | HPM  | Human Powered Health        |

| N.      | Cod. | Squadra                           |
| ------- | ---- | --------------------------------- |
| 101-107 | SVB  | Sport Vlaanderen-Baloise          |
| 111-117 | ARK  | Team Arkéa-Samsic                 |
| 121-127 | TEN  | TotalEnergies                     |
| 131-137 | UXT  | Uno-X Pro Cycling Team            |
| 141-147 | BCY  | BEAT Cycling                      |
| 151-157 | DDS  | Development Team DSM              |
| 161-167 | GDM  | Geofco-Doltcini Materiel Velo.com |
| 171-177 | HBA  | Hagens Berman Axeon               |
| 181-187 | MCT  | Minerva Cycling                   |
| 191-197 | TIS  | Tarteletto-Isorex                 |

## Ordine d'arrivo (Top 10)
| Pos. | Corridore        | Squadra       | Tempo    |
| ---- | ---------------- | ------------- | -------- |
| 1    | Matis Louvel     | Arkéa         | 4h24'38" |
| 2    | Arnaud Démare    | Groupama      | a 8"     |
| 3    | Dries Van Gestel | TotalEnergies | s.t.     |
| 4    | Jasper Philipsen | Alpecin       | a 13",   |
| 5    | Kenneth Van Rooy | Sport Vl.     | a 14"    |
| 6    | Sandy Dujardin   | TotalEnergies | s.t.     |
| 7    | Axel Zingle      | Cofidis       | s.t.     |
| 8    | Jasper De Buyst  | Lotto         | s.t.     |
| 9    | Milan Menten     | Bingoal       | s.t.     |
| 10   | L. Norman Hansen | Uno-X         | s.t.     |